# Bonsall, Derbyshire
Bonsall är en ort och civil parish i Storbritannien.  Den ligger i distriktet Derbyshire Dales i grevskapet Derbyshire i England, i den södra delen av landet, 200 km nordväst om huvudstaden London. Bonsall ligger 213 meter över havet och antalet invånare är 775.
Terrängen runt Bonsall är varierad. Runt Bonsall är det tätbefolkat, med 308 invånare per kvadratkilometer. Närmaste större samhälle är Chesterfield, 18,2 km nordost om Bonsall. Omgivningarna runt Bonsall är en mosaik av jordbruksmark och naturlig växtlighet.